# Anita Ekberg
Kerstin Anita Marianne Ekberg (Stockholm, 29. rujna 1931. – Rocca di Papa, Italija, 11. siječnja, 2015.) je švedsko - američka glumica i model.

## Rani život
Anita je rođena 29. rujna 1931., u Malmöu kao najstarija djevojka i šesto od osmero djece. U svojim tinejdžerskim godinama, radila je kao manekenka. Godine 1950., prijavila se na natjecanje Miss Malmöa, te kasnije na Miss Švedske koja je osvojila. Ona je tom pobjedom otišla u SAD da se natječe za titulu Miss Universe, unatoč tome što nije govorila engleski.

## Filmska karijera
Iako nije pobijedila na Miss Universu, kao jedna od šest finalistica dobila je ugovor s Universal Studiosom, što je bilo pravilo u to vrijeme.  U Americi, Ekberg se sastala s Howardom Hughesom, koji je u to vrijeme radio na proizvodnji filmova te joj je predložio da promijeniti svoj nos, zube i ime (Hughes je rekao da se "Ekberg" previše teško izgovora). Ona je odbila promijeniti svoje ime, rekavši da ako postane poznata ljudi će naučiti izgovoriti njeno prezime, a ako nebude postala poznata to neće ni biti važno.
Kao starleta u Universalu, Ekberg je dobila lekcije u drami, dikciji, plesu, jahanju i mačevanju. Pojavila se nakratko 1953. godine u nekoliko filmova. Nakon što se 1950.-tih pojavila u nekoliko trač časopisa, konačno joj je uspjelo i u filmskoj industriji. Dobila je manje uloge u filmu Casablanca i seriji Osobni tajnik. Godine 1955. glumila je u filmovima zajedno s Johnom Wayneom, Lauren Bacall, Deanom Martinom i Jerryjem Lewisom. 
Paramount joj je dao ulogu u filmu Rat i mir koji je snimljen u Rimu 1956. godine, u filmu glume i Mel Ferrer i Audrey Hepburn.
Glumila je u filmovima Woman Times Seven, Way... Way Out, The Alphabet Murders, Četvero za Texas, I mongoli, Slatki život, Nel segno di Roma, Paris Holiday, Hollywood or Bust, Zarak,	  
Artisti i modeli, Krvavi prolaz i drugi.
Najpoznatija je ostala po ulogi Sylvije u filmu Federica Fellinija Slatki život, koji ima legendarnu scenu nje i Marcella Mastroiannija uz Fontanu di Trevi.

## Privatni život
Bila je udana za britanskog glumca Anthonyja Steela od 1956. do 1959. godine. Od 1963. do 1975. u braku je s glumcem Rikom Van Nutterom. Bila je u ljubavnoj vezi s mnogim poznatim osobama svog vremena kao što su Tyrone Power, Marcello Mastroianni, Errol Flynn, Yul Brynner, Frank Sinatra, Gary Cooper i Gianni Agnelli. U Švedskoj nije živjela od ranih 1950-ih i rijetko ju posjećuje. U intervju je izjavila da se neće vratiti u Švedsku prije nego što umre, gdje će biti pokopana. Duže je vrijeme živjela u Italiji, lošeg zdravlja i u teškoj finacijskoj situaciji. Novčano joj je pomagala Fellinijeva zaklada.

## Vanjske poveznice
- Anita Ekberg u internetskoj bazi filmova IMDb-u (engl.)